# グルジギット・アリクロフ
グルジギット・ザニベコーヴィチ・アリクロフ（キルギス語: Гулжигит Жаныбекович Алыкулов、2000年11月25日 - ）は、キルギスのサッカー選手。キルギス代表。ポジションはFW。

## クラブ歴
FCドルドイ・ビシュケクの下部組織から2017年2月にアンタルヤスポルの下部組織に移った。
2018年にFCカラ＝バルタで選手初出場を記録、同年にFCアルガ・ビシュケクに移籍した。翌2019年にFCネマン・フロドナに移籍。
2020年1月27日に2+1年契約でFCカイラトに移籍。8月27日にUEFAヨーロッパリーグ 2020-21 予選でUEFA主催試合初得点を記録した。

## 代表歴
2019年6月11日に行われたパレスチナ代表との親善試合で代表初出場、同年10月10日の2018 FIFAワールドカップ・アジア2次予選のミャンマー代表戦で代表初得点を記録した。